# Sesvete Ludbreške
Sesvete Ludbreške is een plaats in de gemeente Sveti Đurđ in de Kroatische provincie Varaždin. De plaats telt 519 inwoners (2001).